# Узкоколейная железная дорога Пищальского торфопредприятия
Узкоколейная железная дорога Пищальского т/пр — торфовозная узкоколейка колея 750 мм. Максимальная длина 35 км, эксплуатируется в настоящее время 35 км. Год открытия: 1963 год. Грузовое движение и служебное пассажирское движение.

## История
Пищальское торфопредприятие было создано в 1963 году, когда в Оричевском районе Кировской области была начата добыча торфа. Узкоколейная железная дорога строилась для вывозки торфа и перевозки пассажиров, для подвоза рабочих к торфяникам. Пищальское торфопредприятие сумело пережить лихие времена и сохраниться, узкоколейная железная дорога действует, перспективы работы есть. Работает круглосуточно и ежедневно, выполняя по 3-4 грузовых рейса в день с двух торфоучастков. Торф — перегружают на широкую колею и вывозят в Киров и Шарью на ТЭЦ. Пассажирское движение есть, перевозка рабочих к торфяникам.
По состоянию на 08.2020, интенсивность работы значительно снизилась. Вывоз торфа осуществляется только в зимний период. Рабочий поезд из пассажирских вагонов курсирует ежедневно.

## Подвижной состав

### Локомотивы
- ТУ4 — № 2170, 2620, 3076, 2129, 2273
- ТУ6А — № 2172
- ТУ6Д — № 0159
- ЭСУ2А — № 786, 434, 921, 102

### Вагоны
- Вагоны цистерны
- Хопперы-дозаторы
- Вагоны платформы
- Полувагоны для торфа
- Пассажирские вагоны ПВ40
- Вагон транспортёр для перевозки крупногабаритной торфодобывающей техники.

### Путевые машины
- Дрезины пожарные находятся в пожарной части.
- Снегоочистители С2-750
- Путевой струг УПС1 — № 31
- Путеукладчики ППР2МА

## Фотогалерея

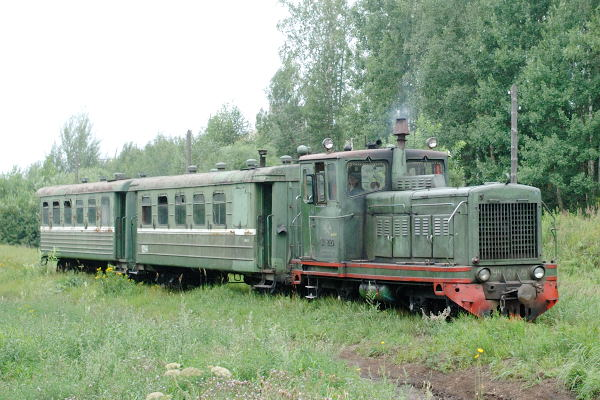
ТУ4-2129 с рабочим поездом
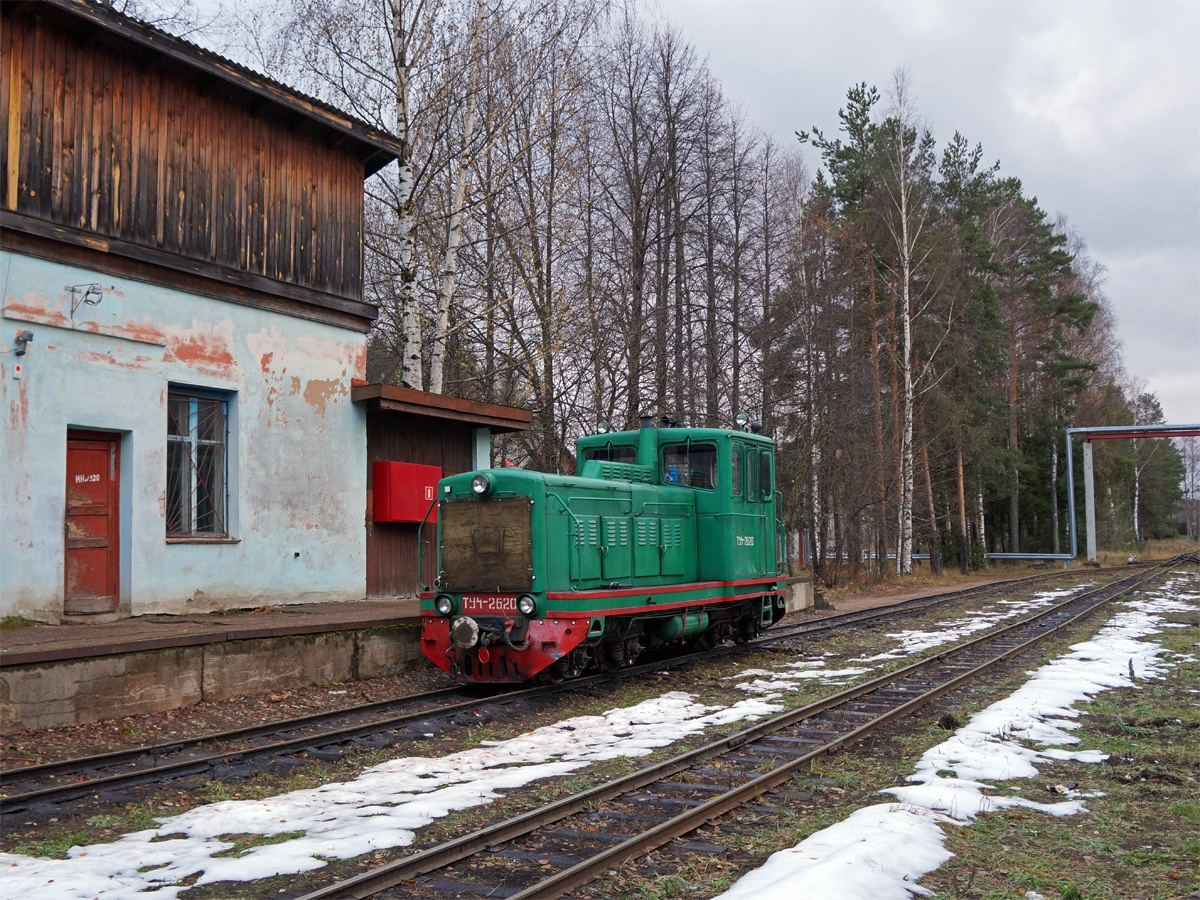
ТУ4-2620 на ст. Центральный посёлок
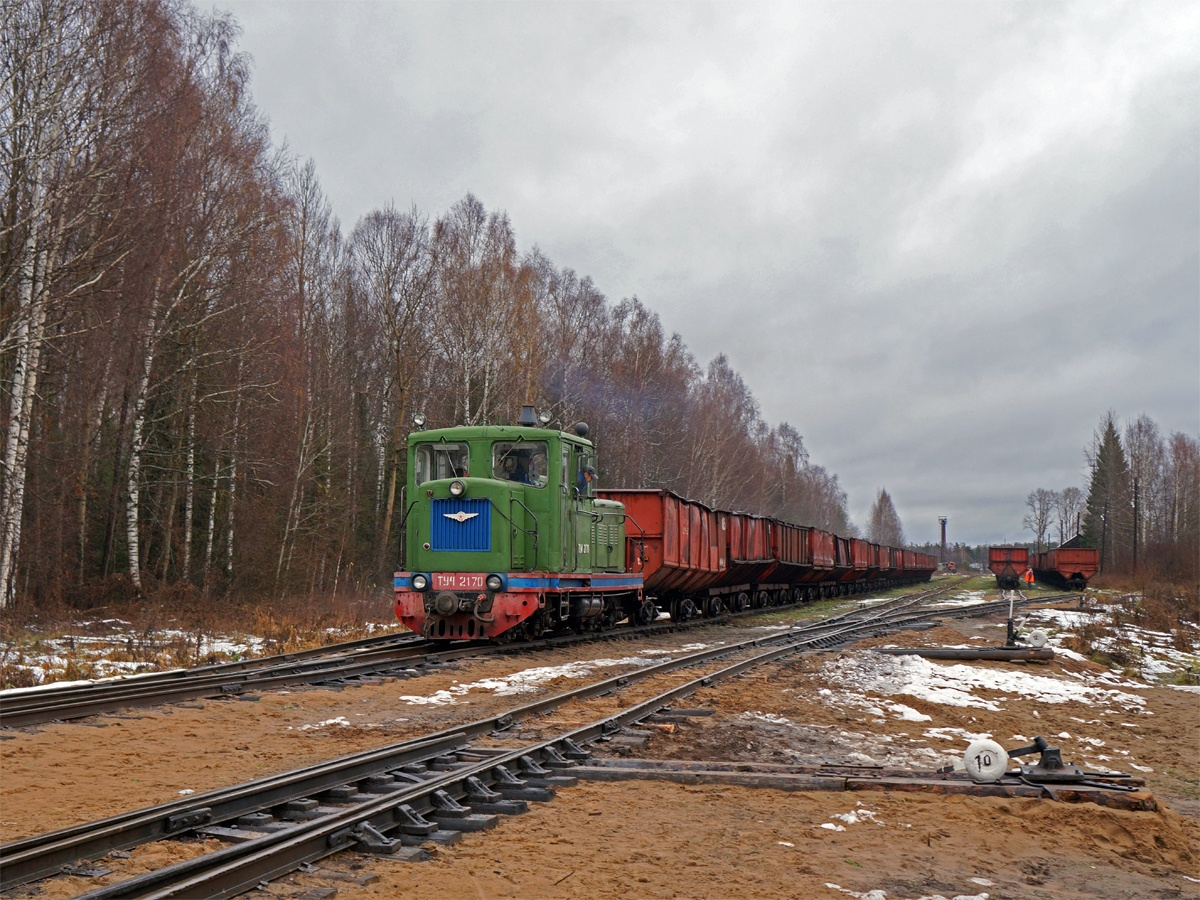
ТУ4-2170 с грузовым поездом отправляется со ст. Перегрузочная
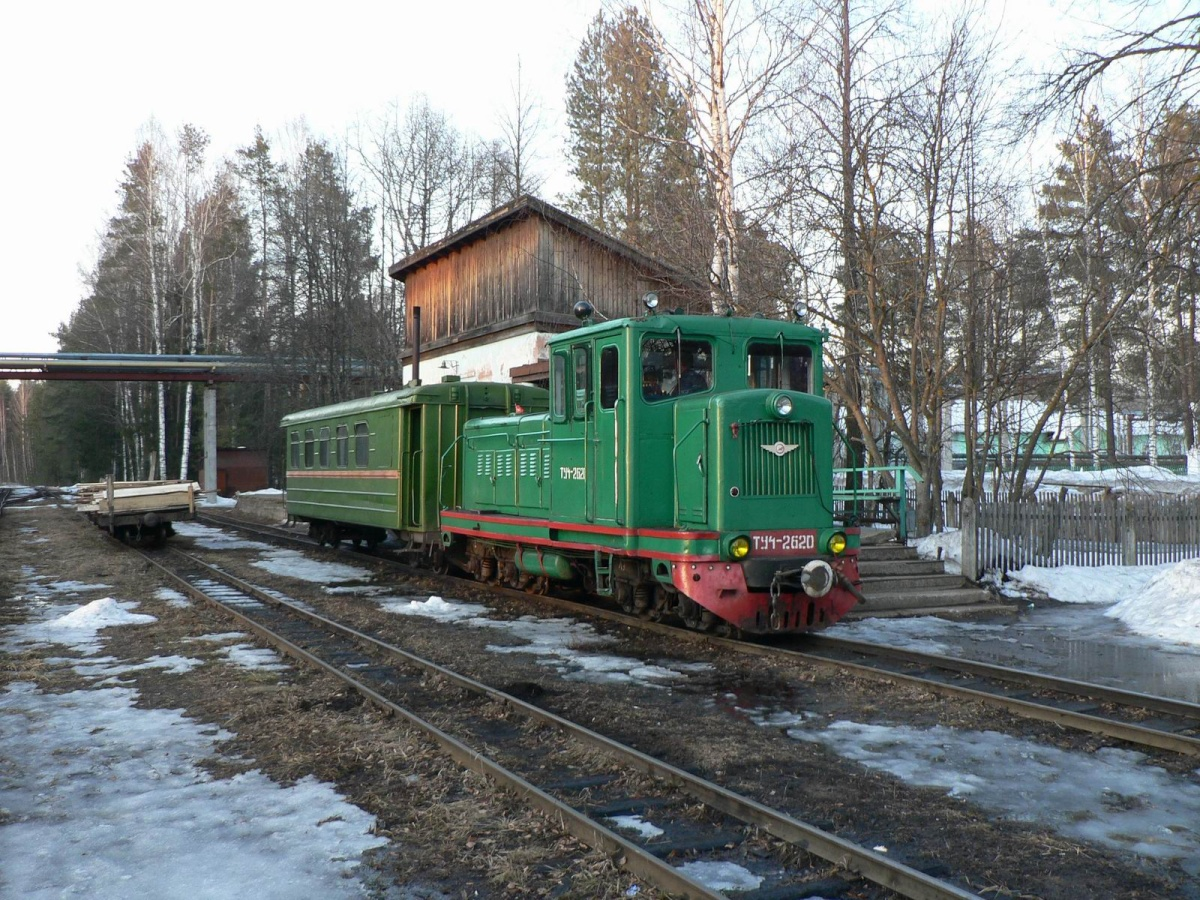
ТУ4-2620 с рабочим поездом на ст. Центральный поселок
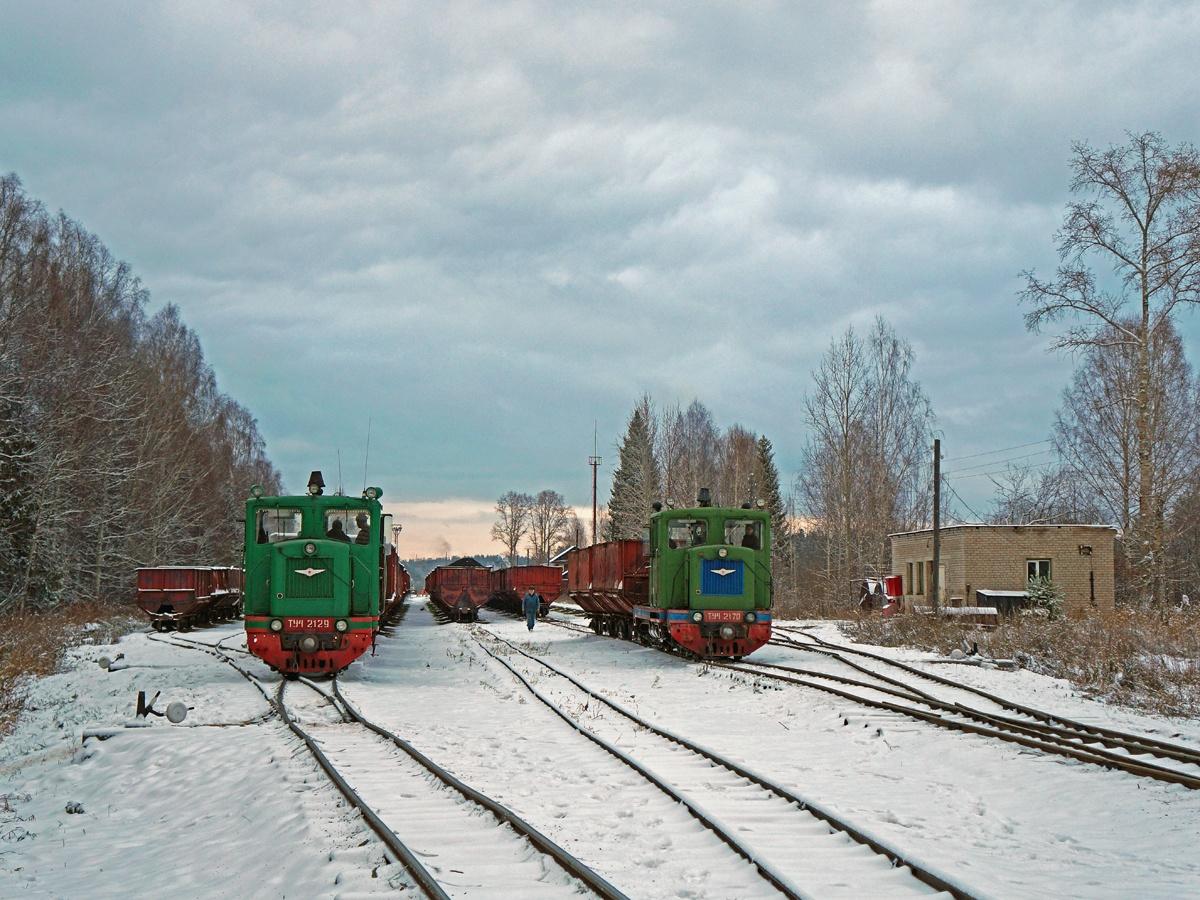
ТУ4-2129 и ТУ4-2170 на ст. Перегрузочная
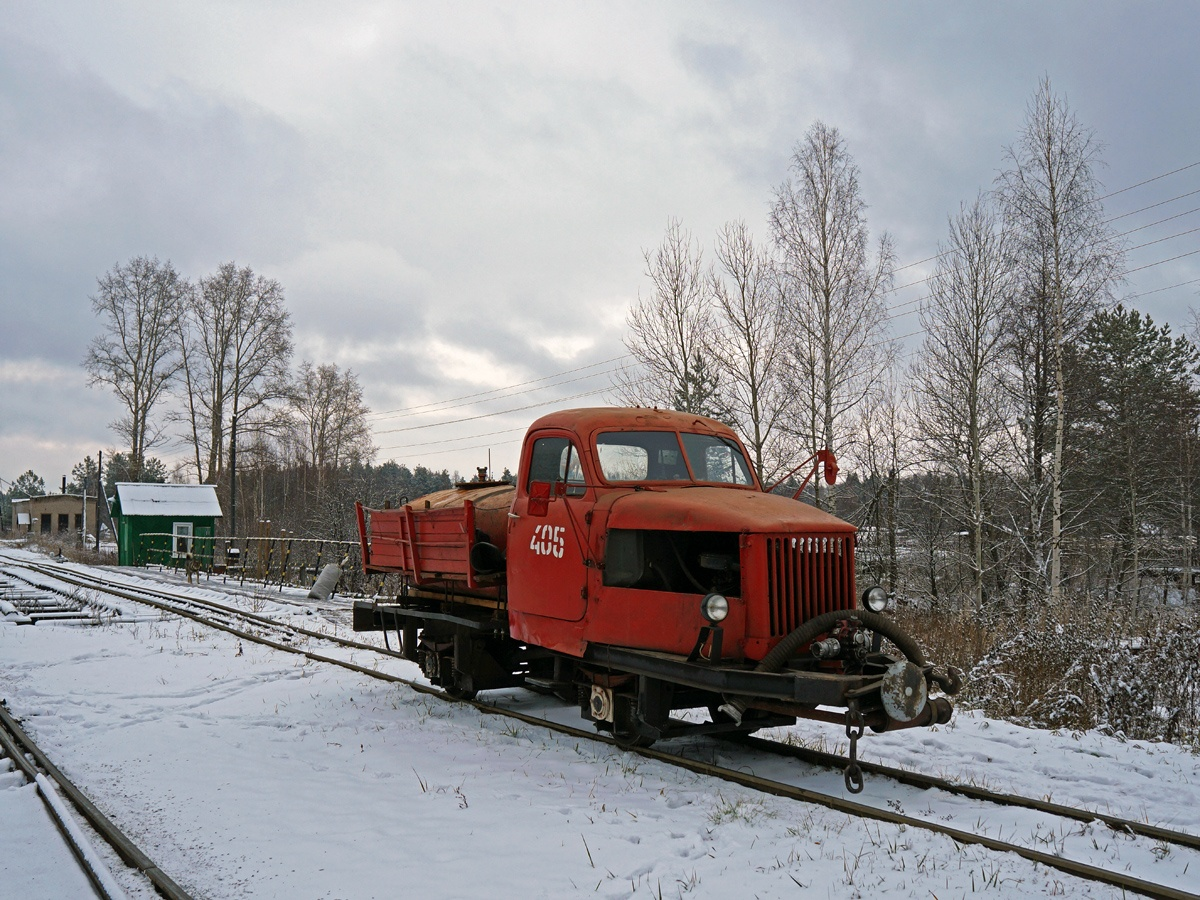
ПМД3-166 на ст. Перегрузочная